# Arapeí
Arapeí – miasto i gmina w Brazylii, w stanie São Paulo. Znajduje się w mezoregionie Vale do Paraíba Paulista i mikroregionie Bananal.